# Famille Vettori
La famille Vettori (en latin : Victorius) est une ancienne famille noble de Florence, originellement dérivée de la famille Capponi,,.

## Principales personnalités

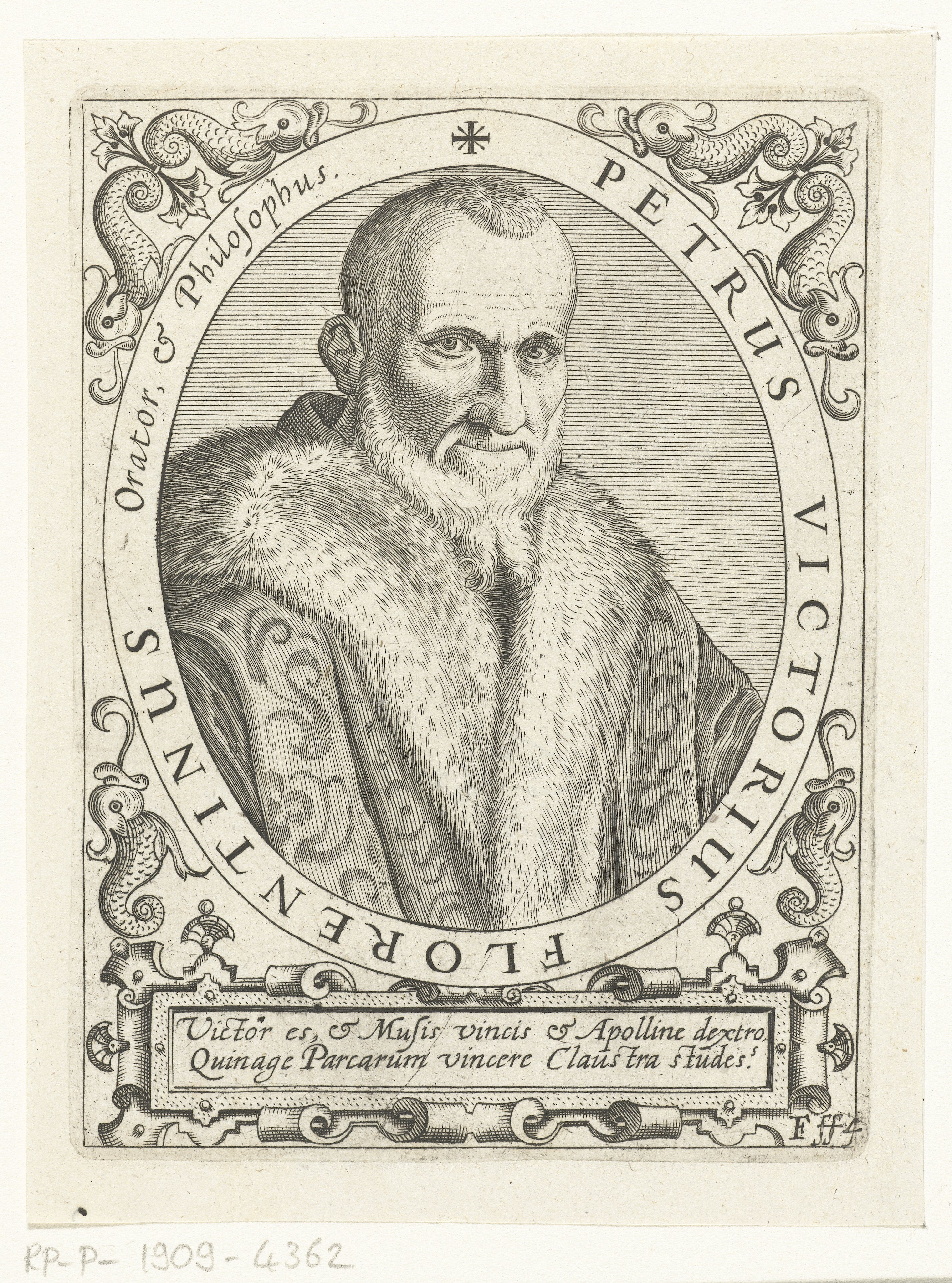
Portrait de Piero Vettori (Petrus Victorius), humaniste

- Neri Vettori (XIIe siècle), magistrat des prieurés des arts
- Giannozzo Vettori (XVe siècle), ancêtre de la première branche de la famille, éteinte vers 1835
- Andrea Vettori (XIVe siècle), gonfalonnier de la république florentine et podestat de plusieurs villes, ainsi qu'ancêtre de la seconde branche de la famille
- Giovanni Vettori (XVe siècle), podestat de plusieurs villes
- Francesco Vettori (1474-1539), ambassadeur
- Piero Vettori (1499-1585), humaniste
- Alessandro Vettori (1586-161), ministre du grand-duché de Toscane

## Galerie

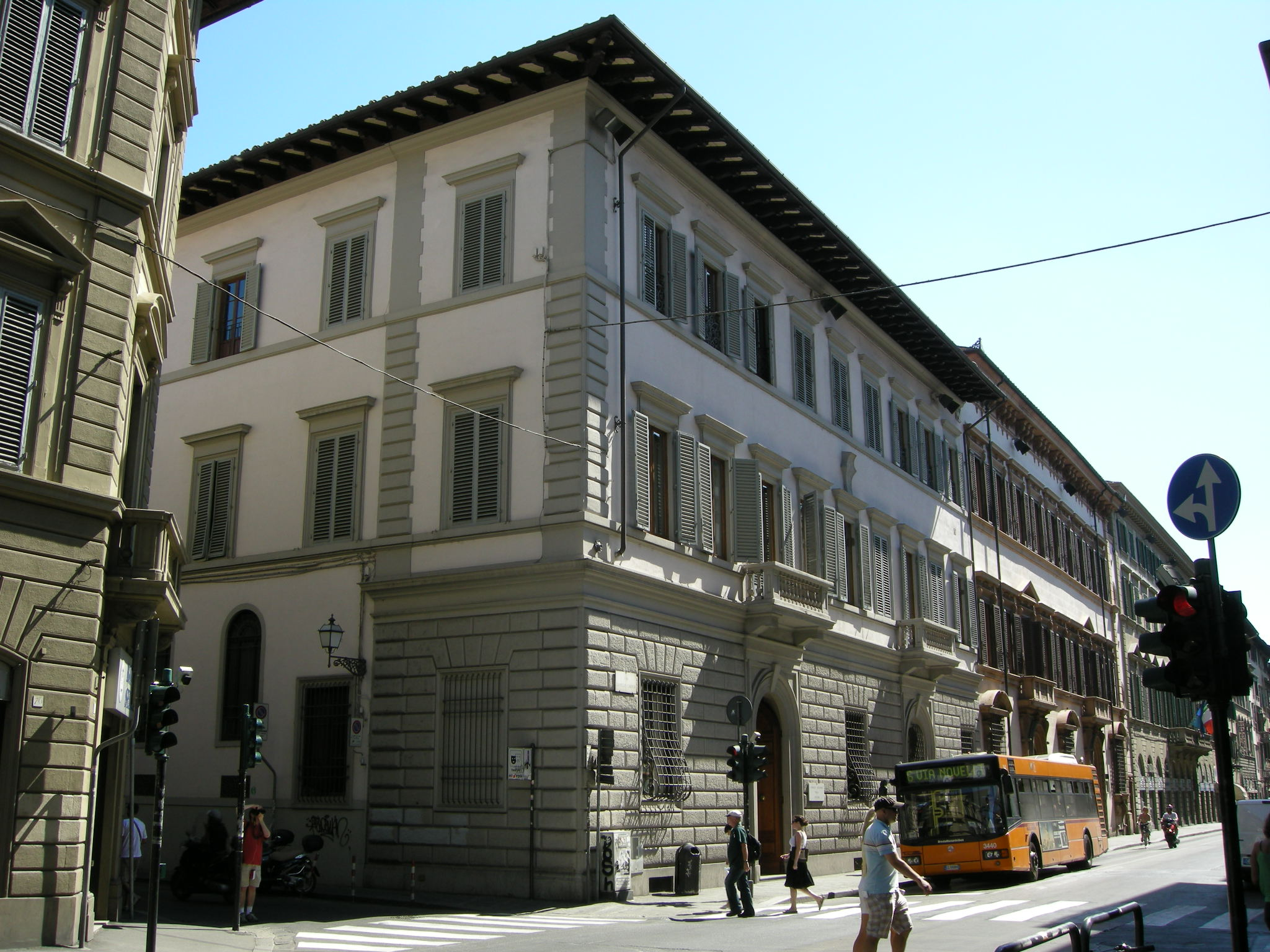
, sur la via Cavour.

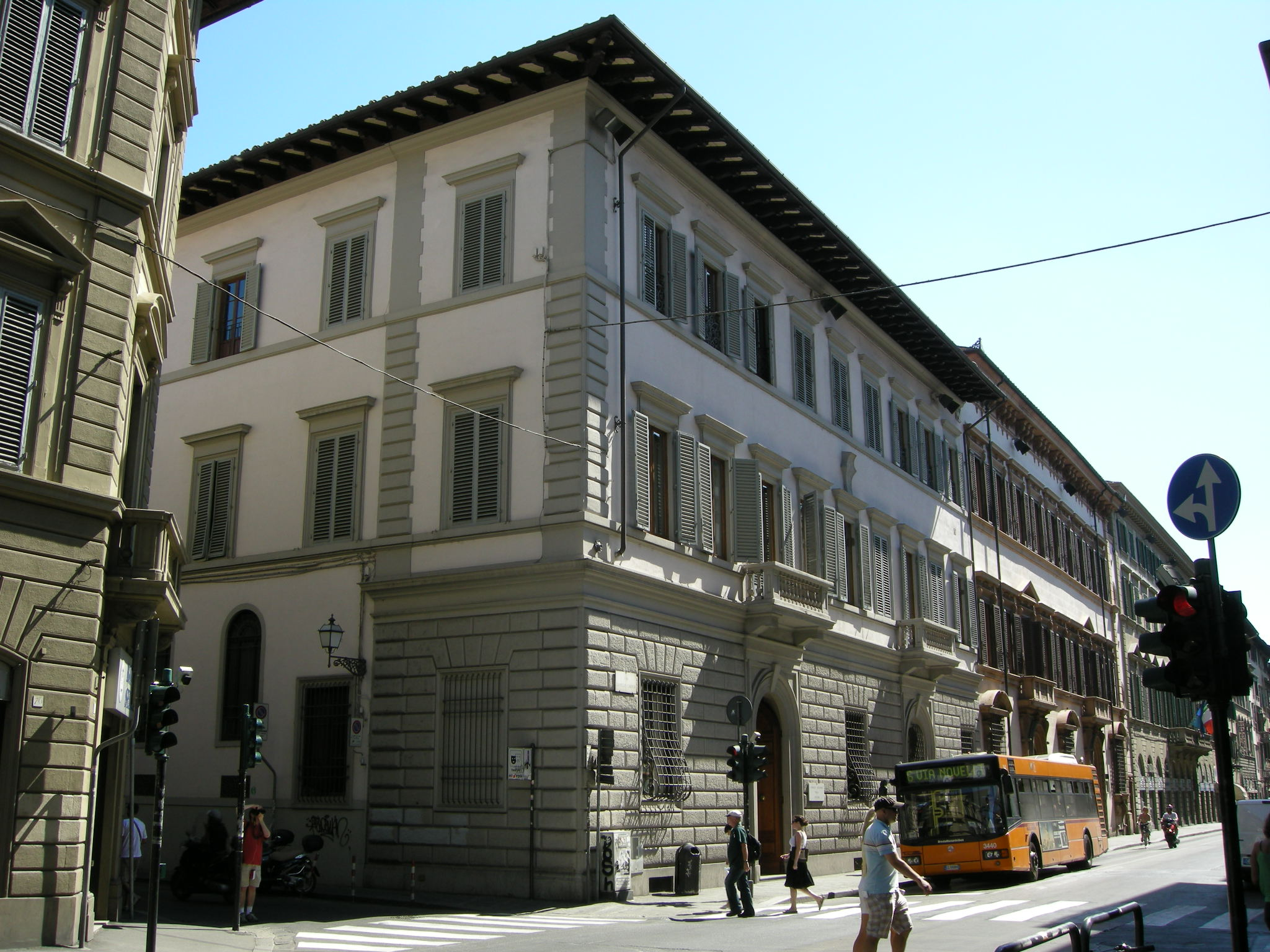
Palazzo Vettori (it), sur la via Cavour.
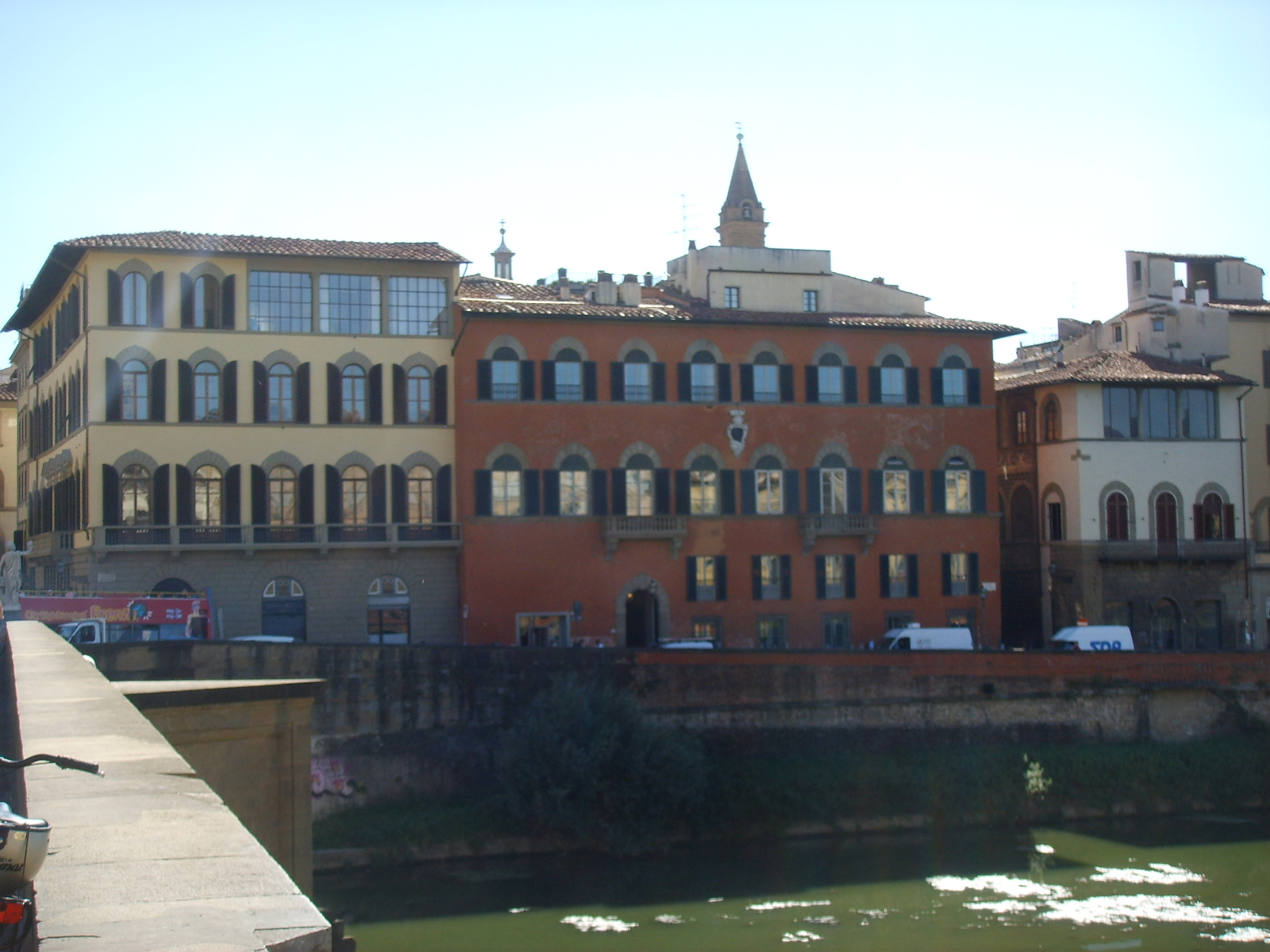
Palazzo Capponi-Vettori, sur la rive de l'Arno.
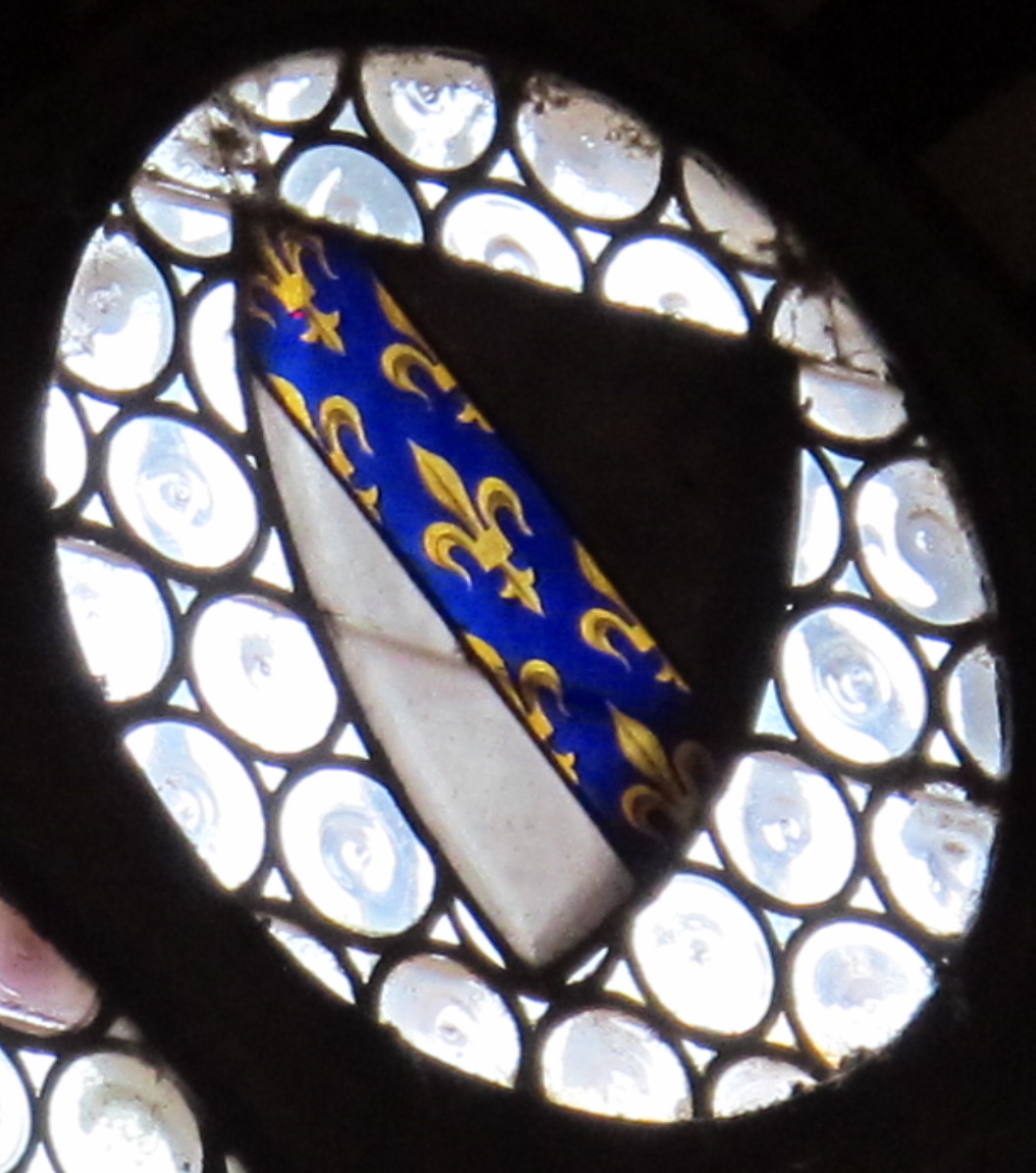
Blason de la famille, dans le réfectoire de la basilique Santa Croce.